# Alyxia oppositifolia
Alyxia oppositifolia är en oleanderväxtart som beskrevs av P. Boiteau. Alyxia oppositifolia ingår i släktet Alyxia och familjen oleanderväxter. Inga underarter finns listade i Catalogue of Life.